# Neocorporativismo
Il neocorporativismo è un modello di regolazione politica dell'economia nel quale grandi organizzazioni che rappresentano interessi individuali decidono in forma di concertazione con le autorità pubbliche in materia di politiche economiche e sociali. Quando è calato all'interno di una struttura politica di tipo democratico, rappresenta una criticità nel funzionamento del sistema.

## Definizione
In democrazia titolari dei diritti politici debbono essere gli individui. Un regime non è democratico ma corporativo quando titolari dei diritti politici non sono gli individui, ma  associazioni di individui aventi interessi comuni. 

## Storia
Stato corporativo era lo stato fascista, che  peraltro  limitava a poche scarse materie i diritti politici delle corporazioni (cioè il diritto di scegliere obiettivi e regole dello stato). Le corporazioni fasciste non avevano una generale voce in capitolo (come veniva invece loro assegnata per esempio dalla costituzione di Fiume, redatta da De Ambris e  D'Annunzio).
Associazioni di individui aventi interessi comuni sono anche i partiti politici: si parla di neocorporativismo quando questi, e non gli individui, risultino di fatto i titolari dei diritti politici, gestendo direttamente il rapporto con le classi sociali mediante la cinghia di trasmissione dei sindacati.

## Posizioni favorevoli
La c.d. “concertazione” delle principali scelte di politica economico-sociale «altro non è che la versione
edulcorata ad uso interno del termine “neocorporativismo”. Il quale, in
un Paese come il nostro dove la via corporativa – ossia quella della rappresentanza
istituzionalizzata degli interessi, con la supervisione del Governo
– era stata inventata dai fascisti per sostituire la rappresentanza politica dei cittadini, appariva improponibile, in quanto associato alla dittatura.
Ma è un termine che, nelle democrazie occidentali contemporanee
– e in particolare nelle c.d. piccole democrazie nordeuropee: Paesi Bassi,
Scandinavia ecc. – è stato a lungo utilizzato senza scandalo per indicare,
semplicemente, un tipo di forma di governo in cui, lungi dal prodursi
l’allontanamento dalle regole del governo democratico, viene democraticamente
prescelta la strada di sottrarre, in maggiore o minore misura, alla
responsabilità del Parlamento la determinazione dei contenuti della politica
economica e sociale, affidandola invece all’accordo fra le parti direttamente
interessate (le associazioni lavoratoriali e padronali), con la mediazione
del Governo in funzione di rappresentante degli interessi della comunità
nazionale».

## Posizioni contrarie
Il neocorporativismo costituisce una degenerazione della democrazia, secondo coloro che ne sottolineano l'effetto di coartazione della libertà degli eletti. Ciò avviene là dove i partiti, quasi sempre mediante leggi elettorali maggioritarie, riescono ad esercitare, oltre al potere di governo (che correttamente  spetta  al capo del partito che ha vinto la competizione elettorale) anche il potere legislativo. Ciò avviene violando, con la disciplina di partito, il divieto di mandato imperativo sancito - anche dalla nostra Costituzione - per tutti gli eletti al parlamento. Il parlamento, organo del potere legislativo, che dovrebbe controllare il governo, composto in maggioranza da componenti dello stesso partito che ha per capo il capo del governo, deve in maggioranza obbedire agli ordini del proprio capo partito, cioè del capo del governo, che ovviamente non controlla più. In tal modo nello stato la scelta di obiettivi e regole diventa, fuori dalle istituzioni, competenza dei partiti.